# Kurčatov (krater)
Kurčatov je mjesecev udarni krater koji se nalazi na dalekoj strani Mjeseca. Nalazi se neposredno jugozapadno od kratera Wiener, a dalje jugoistočno od Bridgmana. Nekoliko promjera kratera južno od Kurčatova nalazi se sjeverni rub Mare Moscoviense.
Ovo je istrošena i erodirana kraterska formacija, s parom malih kratera koji leže preko sjevernog ruba, i općenito istrošenim i izdubljenim rubom i unutarnjim zidom. Mali krater nalazi se duž sjevernog unutarnjeg zida, a krater u obliku zdjele na sjeverozapadnom rubu unutarnjeg poda. Postoji mali, izduženi središnji greben blizu središnje točke, a unutarnji je pod izdubljen sićušnim kraterima.
Južno od Kurčatova i  prema zapadu-sjeverozapadu nalazi se lanac kratera označen Catena Kurčatov. Lanac završava jugoistočno od Becquerela.

## Satelitski krateri
Prema konvenciji, te se značajke identificiraju na lunarnim kartama postavljanjem slova na onu stranu središnje točke kratera koja je najbliža Kurchatovu.
| Kurčatov | Zemljopisna širina | Zemljopisna dužina | Promjer |
| -------- | ------------------ | ------------------ | ------- |
| T        | 38.0° N            | 138.0° E           | 27 km   |
| W        | 40,4° N            | 140,4° E           | 33 km   |
| x        | 41,3° N            | 139,9° E           | 17 km   |
| Z        | 41.0° N            | 141,8° E           | 27 km   |

## Vanjske poveznice
|  | Zajednički poslužitelj ima još gradiva o temi Kurčatov (krater) |

- Digital Lunar Orbiter Photo Number V-124-H2